# Asques (Gironde)
Asques ist eine französische Gemeinde mit 436 Einwohnern (1. Januar 2022) im Département Gironde in der Region Nouvelle-Aquitaine.

## Geografie
Asques liegt wenige Kilometer südlich von Saint-André-de-Cubzac am Fluss Dordogne.

## Bevölkerungsentwicklung
| Jahr      | 1962 | 1968 | 1975 | 1982 | 1990 | 1999 | 2006 | 2016 |
| Einwohner | 315  | 378  | 382  | 414  | 444  | 474  | 476  | 468  |

## Sehenswürdigkeiten

Kirche Saint-Jean

- Kirche Saint-Jean